# Калінін (Ташлинський район)
Калі́нін (рос. Калинин) — селище у складі Ташлинського району Оренбурзької області, Росія.

## Населення
Населення — 897 осіб (2010; 929 у 2002).
Національний склад (станом на 2002 рік):
- росіяни — 75 %